# 前川神社
前川神社（まえかわじんじゃ）は、埼玉県川口市前川にある神社である。

## 祭神
本殿に勢貴大明神、（いわゆる宗像三女神、多岐都比売命,多紀理毘売命,狭依毘売命）を祀る。
相殿に天照大御神、猿田彦神、菅原道真の3柱神を祀る。

## 歴史
1512年7月15日の落雷による火災によって社殿や古記録を焼失したため、創建年は不明である。
神像は元々文蔵村(現：さいたま市南区文蔵)に祀られていたが洪水で流され、この地に堰き止められたことから「堰神社」として創建され、後に「勢貴社」に改められた。1873年に前川村の村社となり、島在家神明社、山王社などを合祀した。1965年に「前川神社」に改称。1978年4月5日、内本殿が川口市指定文化財に指定された。
『新編武蔵風土記稿』に、前川神社について「勢貴明神社、祭神、多気津姫命、水災守護のため勧請」と書かれている。

## 行事
10月17日に例祭がある。